# Ono Ozū
Ono Ozū o Otsū (1559 – 1631) è stata una pittrice giapponese di famiglia nobile.

## Biografia
Ono Ozū nacque nel 1559  in una nobile famiglia di samurai nel 1559, ma non si hanno molte notizie sui suoi genitori. Secondo alcune fonti, Ono Masahide, alleato di Oda Nobunaga e proprietario di un feudo a Mino nella prefettura di Gifu, si sarebbe preso cura di Ono Ozū dopo la morte del padre. Trasferitasi a Kyoto, Ono Ozu intraprese lo studio delle arti, fra cui la composizione di waka. Lavorò per tutta la vita come dama di compagnia presso le corti di famiglie di capi molto importanti quali Toyotomi Hideyoshi, Tokugawa Ieyasu e Tokugawa Hidetada. Abile nella poesia, si cimentò anche in calligrafia, pittura, musica e nella Cha no yu (cerimonia del tè). Divenne famosa per il suo talento artistico e insegnò presso le varie corti sia poesia che calligrafia. 
Sposò Shiokawa Shima no Kami, dal quale però divorziò a causa del suo problema con l'alcol.

## Stile
Celebrata soprattutto come calligrafa, Ono Ozū fu importante anche per i suoi dipinti in cui affiancava all'immagine un'iscrizione calligrafica.
Il suo stile di calligrafia marcato da decori ornamentali diventò uno spunto di grande ispirazione per le donne delle più alte caste del periodo Edo. Era inoltre conosciuta per i suoi dipinti di soggetti del Buddismo Zen con inchiostro monocromo in stile tradizionale.